# Sellye (distrikt)
Sellye är ett distrikt i Ungern. Det ligger i provinsen Baranya, i den sydvästra delen av landet, 200 km söder om huvudstaden Budapest.